# Tripp Schwenk
Tripp Schwenk (Estados Unidos, 17 de junio de 1971) es un nadador estadounidense retirado especializado en pruebas de estilo espalda, donde consiguió ser subcampeón olímpico en 1996 en los 200 metros.

## Carrera deportiva
En los Juegos Olímpicos de Atlanta 1996 ganó la medalla de plata en los 200 metros estilo espalda, con un tiempo de 1:58.99 segundos, tras su paisano estadounidense Brad Bridgewater y por delante del italiano Emanuele Merisi; también ganó el oro en los relevos de 4x100 metros estilos, por delante de Rusia y Australia (bronce).